# 教廷駐華大使館
教廷駐華大使馆（拉丁語：Nuntiatura Apostolica in Sinis）是駐中華民國的教廷大使馆，現設於臺灣臺北市。
最初於1870年5月3日，天主教教廷（聖座）与清朝同意建立外交关系，但終未成局。1946年7月，聖座與中華民國正式建立公使級外交關係，並於南京開設公使館。1949年4月，中華民國政府遷往廣州、失去對南京的控制權，但公使館未隨之撤離。1951年9月4日，時任公使黎培里遭新成立的中華人民共和國政府驅逐出境，公使館被迫關閉；至1952年10月，公使館復設於臺北。1966年升格为大使館至今，但1971年以后，聖座改派临时代办負責駐華使事。

## 歷史

### 清末民初
自清朝末年起，梵蒂岡（圣座）与大清雙方均有意建立直接联系，以突破法国保教权的束缚。如1870年5月3日，圣座曾答复李鸿章，同意建立外交关系，又在8月初派出安多尼·阿里雅底总主教为全权大使，来华处理建交事宜。又如1918年7月，圣座甚至已经和中华民国北京政府决定互派白赖理（Giuseppe Petrelli）與戴陈霖为驻外使节。上述建交努力皆因法国的阻挠而未能实现。
1922年梵蒂岡指派不具外交身份之宗座代表（拉丁語：Apostolic Delegate）剛恆毅驻华；其人仰慕熱愛中華文化、尊重中華傳統，尤其愛好中國藝術，促進中梵相互瞭解，1935年剛氏返梵升任為教廷傳信部次長期間，在他建議下，羅馬教宗同意取消中華教友不得「尊孔祭祖」之禁令，解決了中、梵間長達數百年的「禮儀之爭」，促成中梵關係正常化，不僅獲中華民國政府頒授勳章表揚，並獲教宗冊封為樞機主教。此后中華民國与圣座的关系不断加强。至1946年，圣座始派黎培理担任驻华教廷公使（拉丁語：Apostolic Internuncio），同年设驻华教廷公使館（拉丁語：Internuntiatura Apostolica in Sinis），双方正式建立外交关系。

### 國府遷台後

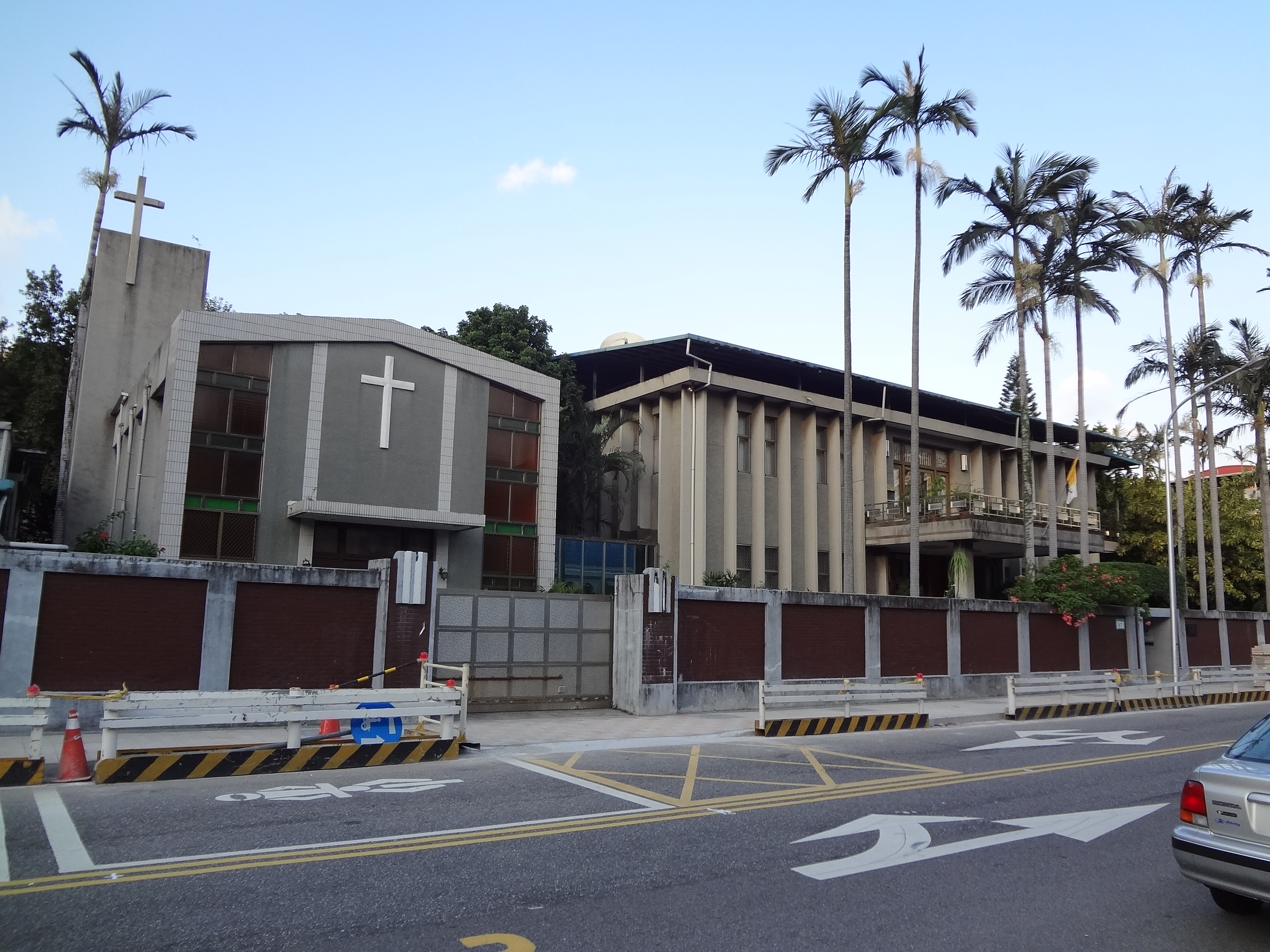
待重建之教廷駐華大使館愛國東路舊址，右側為正門

1951年，駐華教廷公使黎培理因國府遷台而離開中國大陸。1966年，驻华教廷公使館（拉丁語：Internuntiatura Apostolica或Apostolic Internunciature）升格为教廷大使馆（拉丁語：Nuntiatura Apostolica），此後教廷駐華大使館設於中華民國遷臺後的首都台北市。高理耀成为首任驻华準教廷大使（拉丁語：Apostolic Pro-Nuncio，等同教廷大使）。1971年10月25日，联合国大会第2758号决议通过，同日駐華教廷大使被圣座召回，先派任公使銜參贊代辦，後改為政務參贊銜代办（英語：chargé d’affaires）使事。
中華民國外交部表示，雖因國際因素導致教廷駐華使節的職稱及銜級有所改變，然而台梵關係基於共享自由、人權、和平及博愛等普世價值保持邦誼密切友好。
教廷秉持不承認兩個中國之原则，教廷駐華大使館理論上負責聖座對於台灣各教區和中國大陸各教區的教務聯繫。
教廷駐華大使館原本座落於台北市大安區愛國東路87號，因建物老舊將重建，2015年遷至台北市大安區和平東路二段265巷7之1號1樓；遷館後並未懸掛拉丁文與中文並陳的大使館銜牌和梵蒂岡國旗，而是在外牆鑲上聖座牧徽，教廷大使館發言人僅表示會在改建過後重新放上使館銜牌與國旗。

### 書籍
- 郭廷以. . 臺北: 中央研究院近代史研究所. 1985.
- 陳方中; 江國雄. . 臺北: 臺灣商務印書館. 2003. ISBN 9570518359.

### 網站
- . （原始内容存档于2010-06-13）.

## 外部連結
- .   [2019-11-01]. （原始内容存档于2019-05-20） （德语）.